# Robert Waseige
Robert Waseige, né le 26 août 1939 à Vottem, dans la province de Liège, en Belgique et mort le 17 juillet 2019 à Liège en Belgique à l'âge de 79 ans, est un footballeur et entraîneur belge.

## Biographie
Robert Waseige entame sa carrière professionnelle au RFC Liège où il jouera plus de 100 rencontres. En 1963, il est transféré au Racing White où il évoluera sept saisons avant de passer à Winterslag. Il y devient entraîneur dès l'année suivante (tout en continuant à jouer dans un premier temps) et hissera pour la première fois de son histoire le club en D1, avant de prendre les rênes du Standard de Liège, qu'il relancera après quelques saisons de disette en le conduisant à trois reprises sur la troisième marche du podium en championnat. Sous ses ordres débutera en 1977 un certain Michel Preud'Homme.   
C'est cependant en tant que coach du RFC Liège (entre 1983 et 1992) qu'il obtient ses plus beaux succès : sous sa direction, les Sang et Marine auparavant bien mal en point retrouvent la Coupe d'Europe à 4 reprises (éliminant notamment Benfica, le Rapid de Vienne, Hibernian Edinburgh et le FC Innsbruck), y atteignent les quarts de finale, remportent une Coupe de Belgique en 1990 contre Ekeren (se qualifiant également pour la finale de l'épreuve en 1987 et à deux autres reprises pour les demi-finales) et terminent deux fois troisièmes du championnat, le tout en renouant avec leur longue tradition de formation des jeunes. 
Robert Waseige passe ensuite à Charleroi durant deux saisons. Il atteint de nouveau la finale de la Coupe en 1993 après que les Zèbres aient éliminé le Club de Bruges puis Anderlecht (les Carolos s'offrant même le luxe de battre trois fois les mauves en l'espace de quelques jours), mais les Rouches auront le dernier mot lors de ce match disputé au Parc Astrid. L'année suivante, via une quatrième place en championnat, Bob qualifie le Sporting pour la coupe UEFA : le Mambourg attendait cela depuis 25 ans.  
Dans la foulée, celui qu'on surnomme le Mage rejoint toutefois le Standard. Il passe tout près du titre en 1995 (vice-champion) avant une seconde saison plus compliquée, probablement en raison d'un différend avec Robert Lesman, un des hommes forts du club. Suivra une première expérience à l'étranger au Sporting Clube de Portugal où la barrière de la langue sera un obstacle bien difficile à franchir.
Après deux nouvelles piges en bord de Sambre, il succède en 1999 à Georges Leekens à la tête d'une équipe nationale de Belgique en perte de vitesse et réussit à lui redonner des couleurs. Il entame son mandat par un partage spectaculaire 5-5 sur la pelouse du Kuip contre des Néerlandais demi-finalistes du dernier "Mondial". Après un Euro 2000 mitigé (une victoire et deux défaites), il fait de Marc Wilmots son relais sur le terrain puis qualifie avec brio les Diables Rouges pour la Coupe du monde 2002 au Japon et en Corée du Sud où, malgré plusieurs forfaits (Emile Mpenza, Walter Baseggio, Philippe Clement,...), ceux-ci atteignent les huitièmes de finale, perdant de manière discutable (but injustement annulé de Wilmots) contre le Brésil, futur vainqueur.
À l'issue de cette épreuve, Robert Waseige revient une troisième fois au Standard. Peu aidé par un programme particulièrement corsé et une campagne de transferts calamiteuse, il se fait limoger après un début de championnat catastrophique. Il reprend de nouveau le chemin du Mambourg l'année suivante puis dirige brièvement les Fennecs algériens avant une dernière mission au FC Molenbeek Brussels Strombeek en fin de saison 2004-2005 : assurer le maintien du club en Division 1. Une dizaine de matches plus tard, l'objectif est atteint et le Liégeois met un terme à sa carrière. 
Homme affable et d'une constante bonhomie, Robert Waseige a réussi l'unique performance d'entrainer à trois reprises le Standard de Liège et le Sporting de Charleroi, clubs pourtant antinomiques en Wallonie et a passé neuf saisons à coacher le Royal Football Club de Liège, le rival historique du Standard, tout en restant apprécié par la grosse majorité des supporters de ces trois clubs wallons. L'homme au cigare restera par la suite un spectateur discret mais attentif lors des matches à domicile du RFC Liège et du Standard. 
Le 3 août 2019, quelques jours après son décès, avant une rencontre à Sclessin entre le Standard et Zulte Waregem, les 20 000 supporters présents se lèvent pour lui rendre hommage lors d'une touchante minute d'applaudissement.  

## Palmarès d'entraîneur

### En club
- Vainqueur de la Coupe de Belgique en 1990 avec le RFC Liège
- Vainqueur de la Coupe de la Ligue en 1986 avec le RFC Liège
- Vice-champion de Belgique en 1995 avec le Standard de Liège
- Finaliste de la Coupe de Belgique en 1987 avec le RFC Liège et en 1993 avec le Royal Charleroi Sporting Club
- Champion de Belgique de Division 3 en 1972 avec le FC Winterslag

### Avec l'équipe de Belgique
- Participation au Championnat d'Europe des Nations en 2000 (Premier Tour)
- Participation à la Coupe du Monde en 2002 (1/8 de finaliste)

### Distinctions individuelles
- Élu entraîneur de l'année en 1985 avec le RFC Liège, en 1994 avec le Royal Charleroi Sporting Club et en 1995 avec le Standard de Liège
- Citoyen d'honneur de Liège (2012)[4]

## Vie privée
Robert Waseige est le père de trois fils : Thierry, Frédéric, ancien joueur de football professionnel devenu journaliste sportif, et William. 

## Anecdote
En 1991, il manigance avec RTL TVI un poisson d'avril à ses joueurs, faisant passer un des journalistes de la chaine pour une nouvelle recrue.